# Rolf Eliasson (båtkonstruktör)
Rolf Eliasson, född 19 januari 1946 i Helsingfors är en svensk båtkonstruktör och byggnadsingenjör. 
Han har bland annat ritat och planerat en stor mängd båtmodeller åt Nimbus Boats, bland annat Nimbus 35 DC, Nimbus 3000 och den klassiska Nimbus 26 under från slutet av 1960-talet till och med sena 1990-talet. 
Eliasson har ritat allt från motorbåtar till segelbåtar och räddningsbåtar åt kustbevakningen samt ritat Björn Borgs racingbåt Thundercan som kom upp i en maxhastighet över 70 knop.
Han har även tidigare konstruerat åt Winga Marin.